# Asparagus flagellaris
Asparagus flagellaris — вид рослин із родини холодкових (Asparagaceae).

## Біоморфологічна характеристика
Це прямовисний кущ до 2(3) м заввишки, рідко в'ється до 4 м заввишки. Гілки круглі в перерізі чи жолобчасті, гладкі чи вистелені прямими чи вигнутими шипами завдовжки 3–5 мм. Кладодії в пучках по 4–10(14), шилоподібні, жорсткі, 5–30(60) мм завдовжки. Квітки пазушні, поодинокі чи парні. Листочки оцвітини від білого до пурпурового (рожевого) забарвлення, ± рівні, 2–3 мм завдовжки; тичинки коротші від оцвітини; пиляки білі чи кремові. Ягода оранжево-червона, 6–9 мм у діаметрі, 1(3)-насінна.

## Середовище проживання
Зростає в Африці й Саудівській Аравії.
Населяє трав'янисті місцевості, лісисті трав'янисті місцевості, кущисті трав'янисті місцевості, відкриті ліси, чагарники, часто на випалених територіях.